# Андрей (Пандолеондос)
Епи́скоп Андре́й (греч. Επίσκοπος Ανδρέας, в миру Андре́ас Пандоле́ондос греч. Ανδρέας Παντολέοντος; 1911, Хейбелиада — 12 апреля 1978, Афины) — архиерей Константинопольской православной церкви, епископ Клавдиопольский (1963—1978).

## Биография
Родился в 1911 году на острове Халки в Османской империи.
В 1933 году окончил Халкинскую богословскую школу, написав дипломную работу на тему «Τα αίτια των διωγμών». С 1933 по 1934 год служил в качестве архидиакона в Принкипонисской митрополии.
В 1940 году был рукоположён в сан пресвитера митрополитом Фтиотидским Амвросием (Николаидисом).
В 1944 году окончил философский факультет Афинского университета.
Служил в качестве проповедника в Мифимнийской митрополии, а позднее — в Сисанийской митрополии. Преподавал в церковной школе в Ламии. С 1950 по 1951 год — профессор, а с 1951 по 1976 год — директор (Διευθυντής) Халкинской богословской школы.
23 июня 1963 года был хиротонисан во епископа Клавдиопольского. Хиротонию совершили: митрополит Халкидонский Фома (Саввопулос), митрополит Неокесарийский Хризостом (Коронеос), митрополит Лаодикийский Максим (Еорьядис), митрополит Родопольский Иероним (Константинидис) и митрополит Мирликийский Хризостом (Константинидис).
В 1976 году подал в отставку и переехал в Грецию, где был директором церковной гимназии сначала в Ксанти, а позднее в Катерини.
Скончался 12 апреля 1978 года в Афинах.